# Jelka Miličević
Jelka Miličević (Đakovo, 10. rujna 1960.), hrvatska političarka u Bosni i Hercegovini, ekonomistica.

## Životopis
Rođena je 10. rujna 1960. godine u Đakovu, Hrvatska. Članica je HDZ-a. Trenutno obnaša funkciju ministrice financija FBiH.
Ekonomsku školu u Mostaru završila 1979. godine, te diplomirala na Ekonomskom fakultetu u Mostaru 1983. godine. Od 1996. do 2011. godine stekla je više certifikata: revizora i računovođe, za izradu analize, poslovnih planova, ocjene i investicijskih programa i restrukturiranja gospodarskih subjekata, Consulting Exellence (u organizaciji USAID-a), za ovlaštenog internog revizora – specijalista za oblast banke i ostale financijske institucije.
Od 1984. do danas obnašala je više bitnih dužnosti, između ostalih, bila je istraživačica I, II i voditeljica projektnog tima u Soko Vazduhoplovnoj industriji d.d. Mostar, rukovoditeljica računovodstva i financija u JAS d.o.o. Mostar, suradnica Ekspertnog tima za privatizaciju Vlade FBiH (1996. – 1997.), direktorica Soko Financije d.o.o. Mostar, direktorica interne revizije u Hrvatskim poštama d.d. Mostar, članica Upravnog odbora Agencije za bankarstvo FBiH i predsjednica Odbora za reviziju u “Aluminiju” d.d. Mostar.
Bivša je HDZ-ova ministrica Ministarstva financija FBiH.